# Académica Coimbra
Associação Académica de Coimbra – O.A.F. (normalt bare kendt som Académica Coimbra eller bare Académica) er en portugisisk fodboldklub fra byen Coimbra. Klubben spiller i den portugisiske LigaPro (D2), og har hjemmebane på Estádio Cidade de Coimbra. Klubben blev grundlagt i 1876, hvilket gør den til en af de ældste sportsklubber i hele Portugal. Siden grundlæggelsen har holdet vundet en enkelt titel, nemlig den portugisiske pokalturnering i 1939.

## Titler
- Taça de Portugal (1): 1939

## Historiske slutplaceringer
| Sæson   | Niveau | Liga          | Placering | Kilde(r) | Info |
| ------- | ------ | ------------- | --------- | -------- | ---- |
| 2010–11 | 1.     | Primeira Liga | 14.       | [ 1 ]    |      |
| 2011–12 | 1.     | Primeira Liga | 13.       | [ 2 ]    |      |
| 2012–13 | 1.     | Primeira Liga | 11.       | [ 3 ]    |      |
| 2013–14 | 1.     | Primeira Liga | 8.        | [ 4 ]    |      |
| 2014–15 | 1.     | Primeira Liga | 15.       | [ 5 ]    |      |
| 2015–16 | 1.     | Primeira Liga | 18.       | [ 6 ]    |      |
|         |        |               |           |          |      |
| 2016–17 | 2.     | Segunda Liga  | 6.        | [ 7 ]    |      |
| 2017–18 | 2.     | Segunda Liga  | 4.        | [ 8 ]    |      |
| 2018–19 | 2.     | Segunda Liga  | 5.        | [ 9 ]    |      |
| 2019–20 | 2.     | Segunda Liga  | 7.        | [ 10 ]   |      |
| 2020–21 | 2.     | Segunda Liga  | 4.        | [ 11 ]   |      |
| 2021–22 | 2.     | Segunda Liga  | 18.       | [ 12 ]   |      |

## Kendte spillere
- Artur Jorge
- Sérgio Conceição
- Fernando Couto
- Filipe Teixeira
- Dame N'Doye
- Hélder Cabral

## Danske spillere
- Ingen